# Symetrický dimethylhydrazin
Symetrický dimethylhydrazin (systematicky 1,2-dimethylhydrazin) je organická sloučenina se vzorcem (CH3NH)2, jeden ze dvou izomerů dimethylhydrazinu. Podobně jako 1,1-dimethylhydrazin je to za pokojové teploty bezbarvá kapalina, vlastnostmi podobná methylaminu. Symetrický dimethylhydrazin má karcinogenní účinky způsobované jeho schopností methylovat DNA.
Na rozdíl od asymetrického dimethylhydrazinu, používaného jako raketové palivo, nemá tato látka významné využití.
Symetrický dimethylhydrazin má vyšší toxicitu než asymetrický a je v něm tedy nežádoucí příměsí.
Symetrický dimethylhydrazin se používá k vyvolávání nádorů střev u vzorků buněk pokusných myší a koček